# Ravillou
Le Ravillou (Ravilhon en occitan), ou le ruisseau de Ravillou, est un ruisseau français du département de la Dordogne, affluent en rive droite de la Loue et sous-affluent de l’Isle.

## Géographie

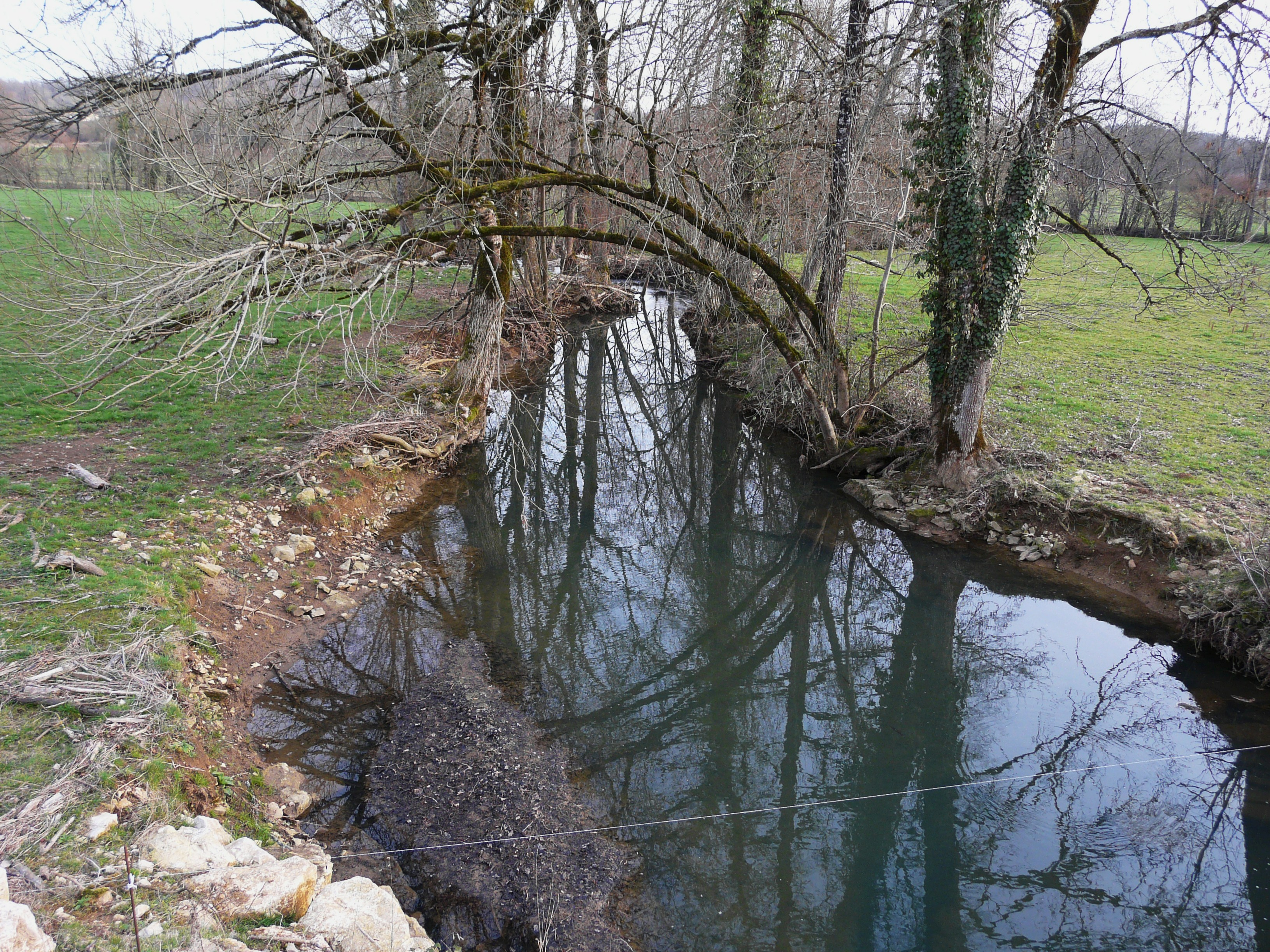
La partie terminale du Ravillou, en limites de Saint-Pantaly-d'Excideuil et Coulaures.

Le Ravillou prend sa source vers 305 mètres d'altitude sur la commune de Dussac, trois kilomètres à l'ouest-sud-ouest du bourg, près du lieu-dit les Champs, et prend la direction de l'ouest.
Au sud-est du bourg de Saint-Sulpice-d'Excideuil, il passe sous la route départementale 77. Il longe ensuite le manoir d'Igonie puis, deux kilomètres plus loin, oblique vers le sud. Il sert alors sur environ deux kilomètres de limite aux communes qu'il borde : Corgnac-sur-l'Isle, Saint-Jory-las-Bloux et Saint-Germain-des-Prés à l'ouest, et Saint-Sulpice-d'Excideuil à l'est. Il reçoit sur la gauche son principal affluent, le Merdançon, et arrose le bourg de Saint-Germain-des-Prés, où il est franchi par la RD 76.
Le dernier kilomètre de son cours s'effectue en limite des communes de Saint-Pantaly-d'Excideuil et de Coulaures. À environ 200 mètres de sa confluence avec la Loue, il passe sous la RD 705. Il rejoint la Loue en rive droite, à 119 mètres d'altitude, en limite de ces communes, un kilomètre au nord-est du bourg de Coulaures, en aval du gué de Jaye.
Long de 13,1 km, 
le Ravillou possède deux courts affluents répertoriés : le ruisseau les Vaux et le Merdançon (ou Merdanson).

### Communes traversées
À l'intérieur du département de la Dordogne, le Ravillou arrose sept communes, soit d'amont vers l'aval : Dussac (source), Saint-Sulpice-d'Excideuil, Corgnac-sur-l'Isle, Saint-Jory-las-Bloux, Saint-Germain-des-Prés, Saint-Pantaly-d'Excideuil (confluence), Coulaures (confluence).

## Hydrologie
Dans la nuit du 13 au 14 juin 2007, des orages particulièrement violents accompagnés de pluies diluviennes ont transformé le Ravillou et son affluent le Merdançon, qui confluent à moins de 100 mètres au nord-est du village de Saint-Germain-des-Prés, en torrents qui ont dévasté le bourg et fortement endommagé le pont qui permet à la route départementale 76 de franchir le lit du Ravillou.

### Prévention des risques
En aval, les 300 derniers mètres du Ravillou sont concernés par un plan de prévention du risque inondation (PPRI) pour la Loue et le tronçon amont de l'Isle, sur le territoire de Coulaures,.

## Monuments ou sites remarquables à proximité
- À Saint-Sulpice-d'Excideuil :
  - l'église Saint-Césaire des XIIe et XVIIe siècles[6],
  - le manoir d'Igonie du XVe – XVIe siècle et son pigeonnier[7].
- À Coulaures :
  - l'église Saint-Martin des XIIe et XVe siècles[8],
  - la chapelle Notre-Dame du XIIIe siècle[9],
  - le château de Conti datant du XVe siècle[10].

## Galerie de photos

L'ancien viaduc ferroviaire de Saint-Germain-des-Prés franchissant la vallée du Ravillou.
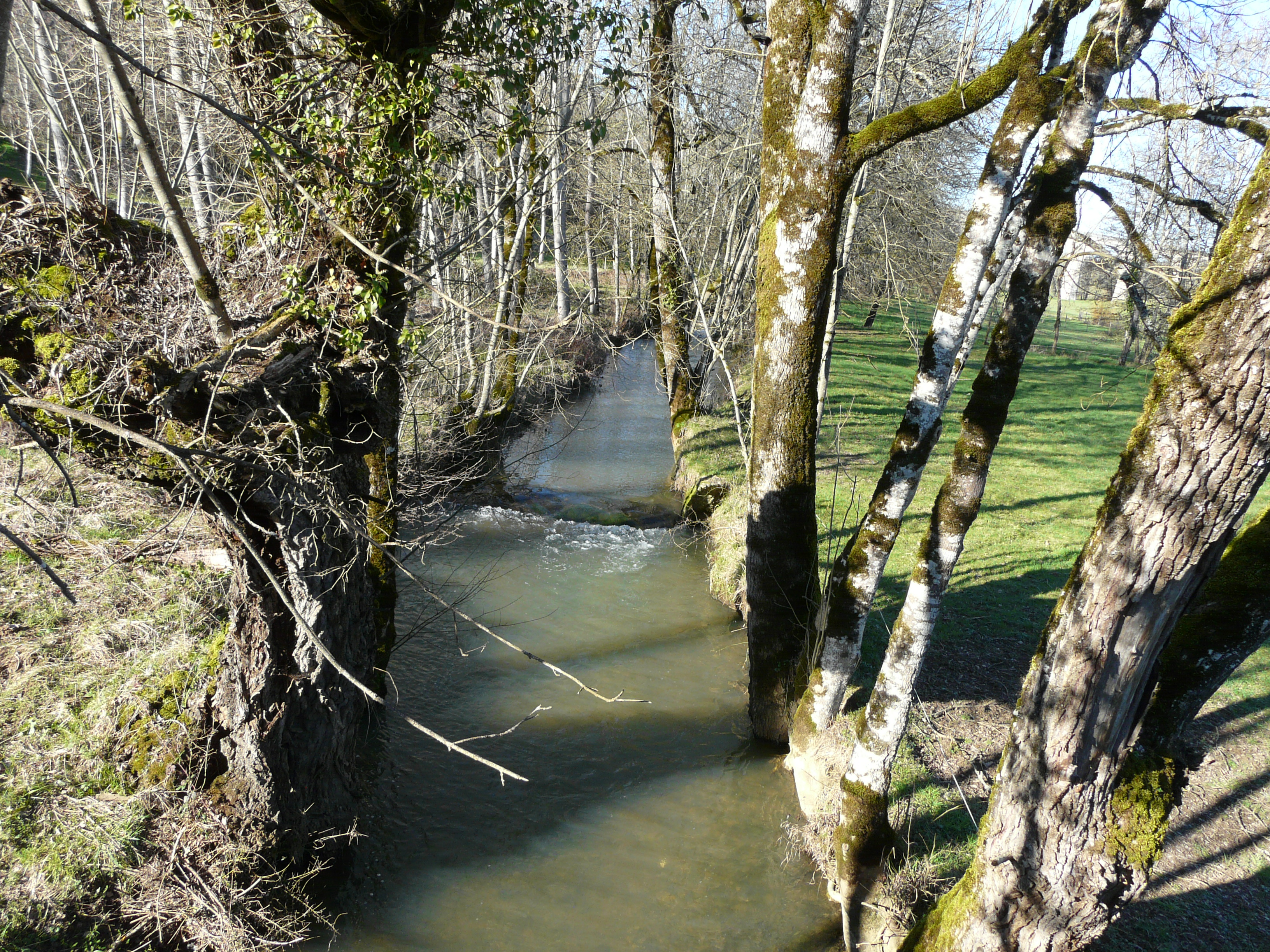
Le Ravillou à Saint-Germain-des-Prés.
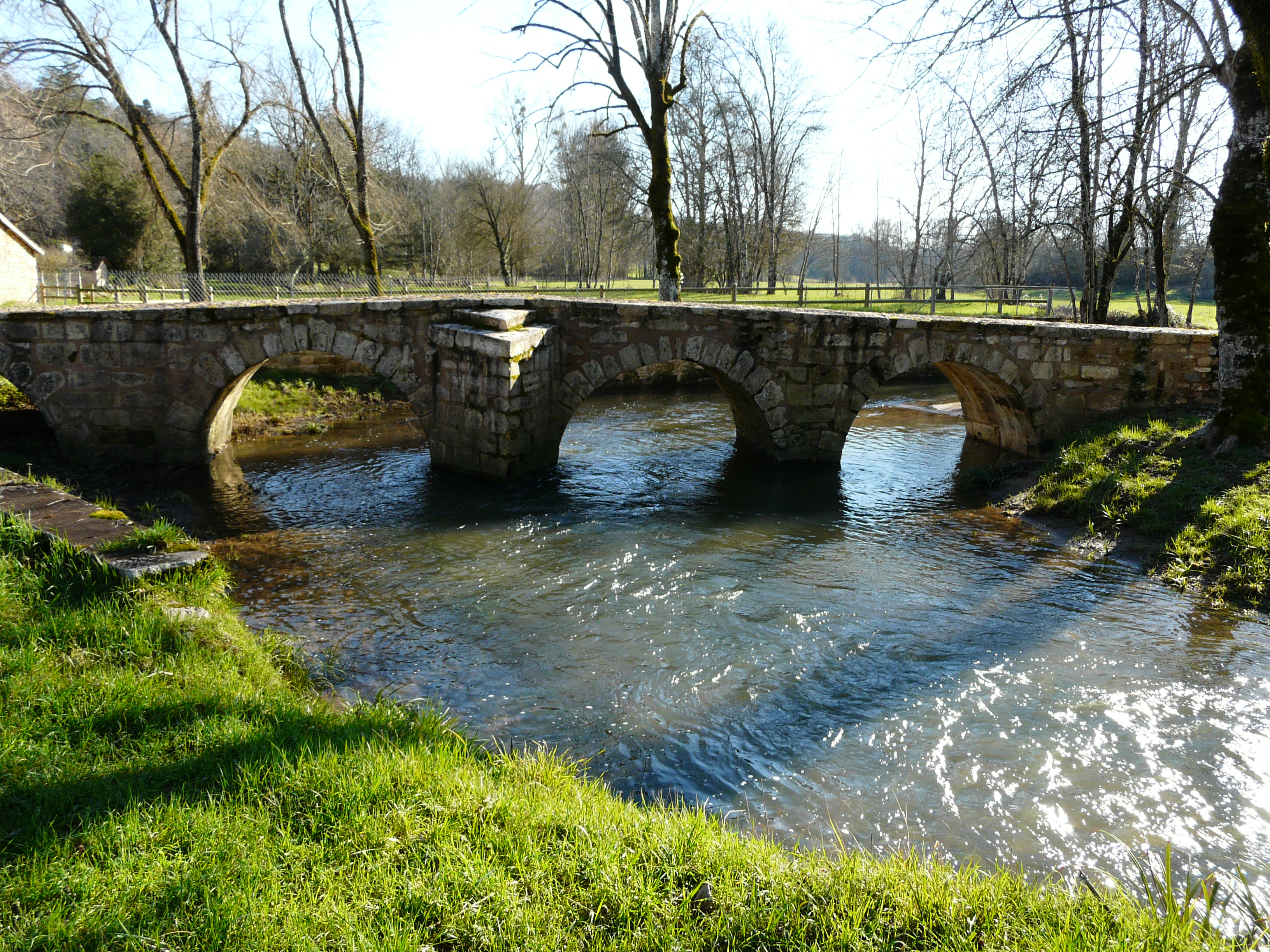
Le petit pont de Saint-Germain-des-Prés.
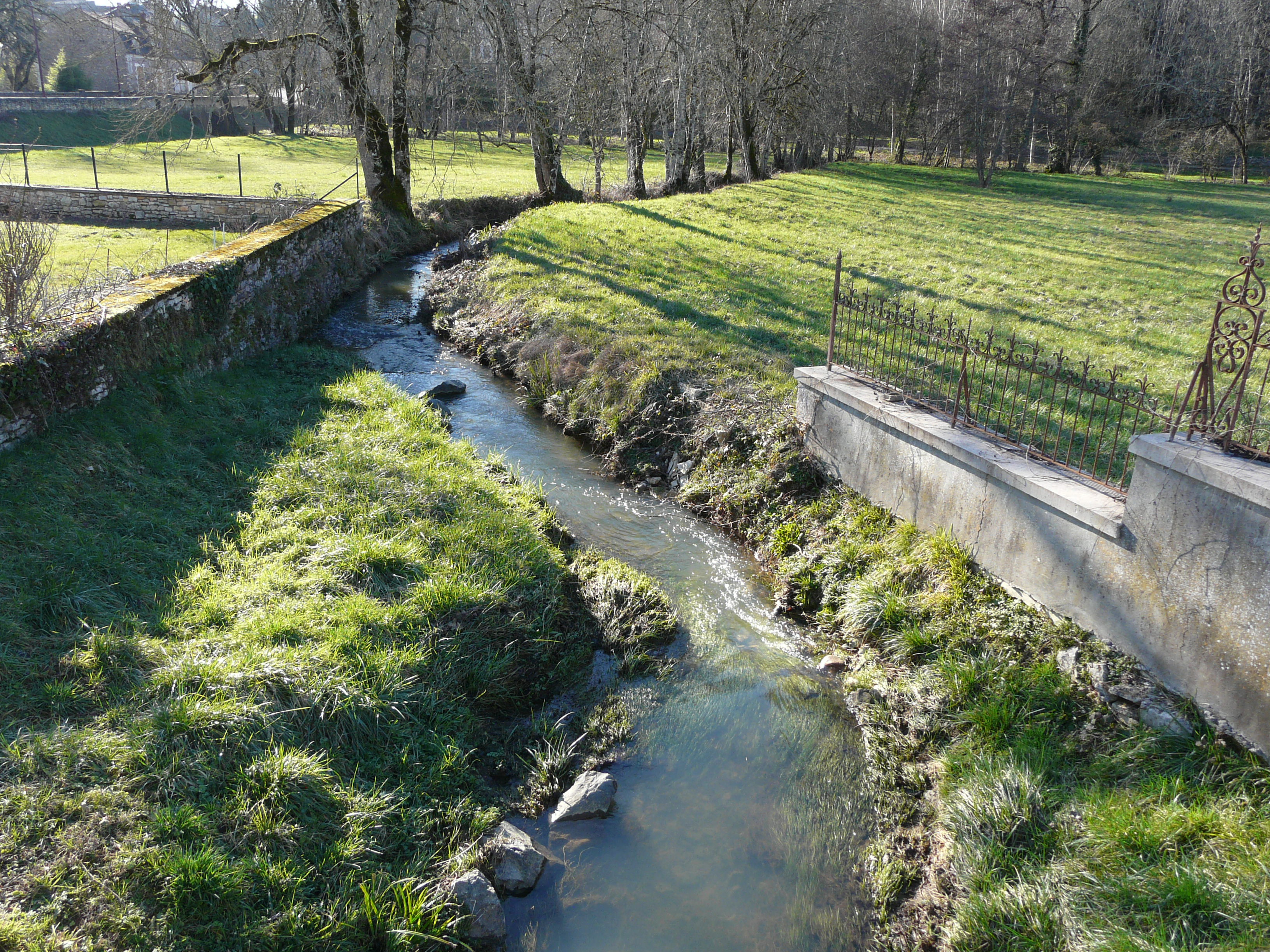
Le Merdançon à Saint-Germain-des-Prés, juste avant sa confluence avec le Ravillou.